# Бутано-сербские отношения
Бутано-сербские отношения — двусторонние дипломатические отношения между Республикой Сербия и Королевством Бутан.

## История
Первые контакты были установлены на встрече стран движения неприсоединения, состоявшейся в сентябре 2011 года. В Белграде премьер-министр Сербии Мирко Цветкович и министр иностранных дел Вук Еремич приняли делегацию Бутана во главе с посланником Бутана. В том же месяце Вук Еремич и исполняющий обязанности министра иностранных дел Бутана Д. Пенджо провели двусторонние встречи в Нью-Йорке.
Решение об установлении дипломатических отношений с Бутаном было подписано премьер-министром Сербии Мирко Цветковичем 10 ноября, и вступило в силу 24 ноября 2011 года. Официально дипломатические отношения установлены 9 декабря представителями двух стран в ООН Федора Старчевича и Лхату Вангчук.
В мае 2012 года министры иностранных дел двух стран провели двусторонние встречи в Шарм-эль-Шейхе.  24 апреля 2013 года Йован Мирилович, посол Сербии в Индию, прибыл в столицу Бутана Тхимпху, где провёл встречи с премьер-министром Джигме Тинлеем. Церемония вручения верительных грамот королю Бутана Джигме Кхесар Намгьял Вангчуку состоялась 25 апреля 2013 года. В тот же день он также встретился с министром иностранных дел Бутана, а также с секретарём министра сельского хозяйства и министра экономики Бутана.
Бутан поддерживает территориальную целостность и суверенитет Сербии и не признает независимость Косово. Бутан является членом Движения неприсоединения, организации, в которой бывшая Югославия была весьма влиятельной.

## Торговля
Экономическое сотрудничество не регулируется договорами и сводится к скромному обмену товарами.
В течение 2019 года товарооборота между двумя странами зарегистрировано не было. В 2020 году из Бутана было импортировано товаров на 1000 евро, а со стороны Сербии экспорта не было.

## Дипломатические представительства
- Бутан не представлен в Сербии ни на каком уровне[9].
- Сербия не имеет в Бутане посольств или консульств, но сербское посольство в Нью-Дели, столице Индии, аккредитовано и в Бутане[10][11].